# Der Kunsthandel

Eine Anzeige für Schlafzimmerbilder im Kunsthandel von 1926

Der Kunsthandel ist eine monatlich erscheinende deutsche Fachzeitschrift für Groß- und Einzelhändler in der Kunstdruckhandel- und Einrahmerbranche.
Die Zeitschrift erschien erstmals im Januar 1909 im Lübecker Verlag von Wilhelm Möller als „Organ für die Interessen des gesamten Kunsthandels und verwandter Berufszweige“. Mit seinen Artikeln über Herstellung, Handel und Markttendenzen erfüllte es eine lange notwendig gewordene Aufgabe. Jede Ausgabe enthielt ein vollständiges, illustriertes Verzeichnis der Neuerscheinungen. Ab 1918 waren auch die Verzeichnisse der Messeaussteller abgedruckt. Von 1920 bis 1932 erschien das Blatt vierzehntäglich. Die älteren Ausgaben des Kunsthandels sind eine unerlässliche historische Bild- und Textquelle für die volkskundliche Wandschmuckforschung.
Spätere Verlagsorte waren Bad Harzburg und Heidelberg. Nachdem das Blatt zeitweise von verschiedenen Fachverlagen übernommen wurde, wird es heute von Der Kunsthandel Verlag GmbH in Dreieich herausgegeben. Geschäftsführer ist Manfred Möller.
Von 2013 bis 2014 war der Harenberg Verlag mit 74,9 Prozent am Kunsthandel Verlag beteiligt.